# Gabriel Moraga
Gabriel Moraga (Fronteras, Provincias Internas (actual Sonora, México); 1765-Monterrey, Territorio Federal Mexicano de Alta California (actual California, EE. UU.); 14 de junio de 1823) fue un militar y explorador español. 

## Biografía
Nacido en el presidio de Fronteras, fue hijo del militar José Joaquín Moraga. José Joaquín Moraga participó en las expediciones de Anza, dirigió el establecimiento de presidio de San Francisco y la expedición para la fundación de San José (1777). 
Gabriel Moraga comenzó su carrera militar como cabo en el pueblo de San José y en 1797 fue enviado a la villa de Branciforte (actual Santa Cruz). 

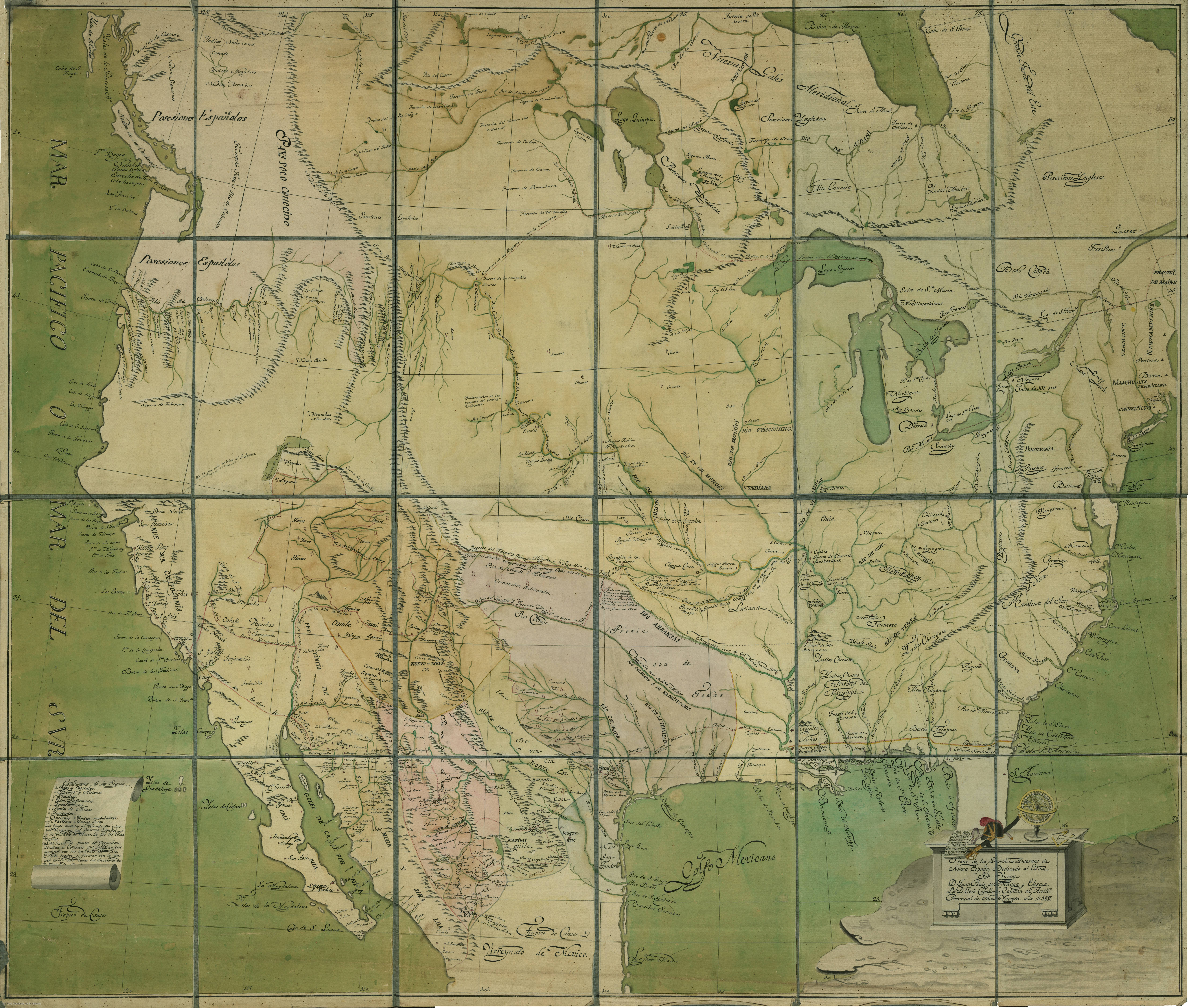
Mapa de las Provincias Internas de Nueva España (1817) Autor José Caballero. Alta California o Nueva California con su su sistema de misiones

Fue mandado en por el gobernador José Joaquín de Arrillaga a realizar en 1808 la exploración del Valle Central de California para conocer la región y localizar posibles lugares para nuevas misiones.  Además, Moraga contó con una dotación de veinticinco soldados para perseguir a los neófitos fugados de las misiones, quienes habían sustraído caballos, ganado y armas.  La expedición transcurrió entre el 25 de septiembre y el 23 de octubre de 1808. Entre los accidentes geográficos nombrados por Moraga, que además han dado lugar al nombre de poblaciones y condados, se encuentran el río San Joaquín, río Sacramento, el río de Nuestra Señora de la Merced, el río de los Santos Reyes y río Mariposa (condado de Mariposa) o el río Calaveras. La expedición de 1806 fue registrada por el franciscano fray Pedro Muñoz.
En 1810 reprimió la revuelta de los indígenas suisunes (patwin) del condado de Solano, muchos de los cuales se trasladaron a la misión San Francisco de Asís.Estando Alta California alejada de las principales poblaciones y puertos españoles, le fueron encomendadas numerosas incursiones de pacificación de la región ante las revueltas de los indígenas contrarios a la presencia española. En 1811 fue nombrado alférez y dirigió las inspecciones al enclave aislado ruso de Fort Ross, constatando que carecía del aprovisionamiento necesario por la compañía Ruso-Americana y dependía de los españoles para su supervivencia. 
Su viuda Ana Joaquina Alvarado obtuvo en 1841, época de la Alta California mexicana, la concesión del rancho Cañada Larga o Verde de 2.700 ha en el condado de Ventura.Además, la población de Moraga tiene su origen en el rancho Laguna de los Palos Colorados propiedad del hijo de Gabriel Moraga y primo Juan Bernal.